# Adolf Wolfard
Adolf Wolfard (* 20. Dezember 1901 in Bremen; † 29. November 1951 ebd.) war ein deutscher Redakteur.

## Biografie
Wolfard war der Sohn eines Weinhändlers mit einem Agenturgeschäft. Er absolvierte das Bremer Realgymnasium (heute Hermann-Böse-Gymnasium) und studierte von 1920 bis 1924 Rechtswissenschaften an der Universität München und der Universität Kiel. Er war aber nicht als Jurist tätig, sondern er wurde Mitarbeiter bei den Bremer Nachrichten. Er war zunächst in den Bereichen Politik und Kommunales tätig. 1926 promovierte er zu einem Thema der Rechtsstellung des bremischen Senats. Er wurde Redakteur und dann stellvertretender Chefredakteur in den 1930er Jahren.
Mit Ende des Zweiten Weltkrieges wurde das Erscheinen der Zeitung im Schünemann Verlag eingestellt. Von 1945 bis 1949 war Wolfard für die Familie Schünemann als Justitiar tätig. Die aus der Zeit des Nationalsozialismus belasteten Bremer Nachrichten durften erst 1949 wieder herausgegeben werden und Wolfard war wieder als Redakteur und Stellvertretender Chefredakteur tätig. Er trat 1946 der CDU bei. Im April 1951 wurde er Mitglied des Rundfunkrates von Radio Bremen. Im Oktober 1951 übernahm er als Nachfolger von Walter Gong die Hauptschriftleitung der Bremer Nachrichten.
Am 29. November 1951 wurde er in seinem Redaktionsbüro durch die Paketbombe des aus zerrütteten Verhältnissen stammenden Erich von Halacz aus Nienburg/Weser getötet. Als Tatmotiv gab der 22 Jahre alte Täter an, dass er im weiteren Verlauf durch die Drohung mit weiteren Anschlägen Geld erpressen wollte, um damit einen Schallplattenladen zu eröffnen. Der Täter wurde zu lebenslangem Gefängnis verurteilt und 1974 begnadigt. Skurril war es, dass der Amsterdamer Telepath Carl Bor Kadlezek, der sich Burlisto nannte, Anfang Oktober 1951 in Bremen werbewirksam Wolfard voraussagte: „Innerhalb einiger Monate werden Sie nicht mehr leben“.